# Berndorf (Eifel)

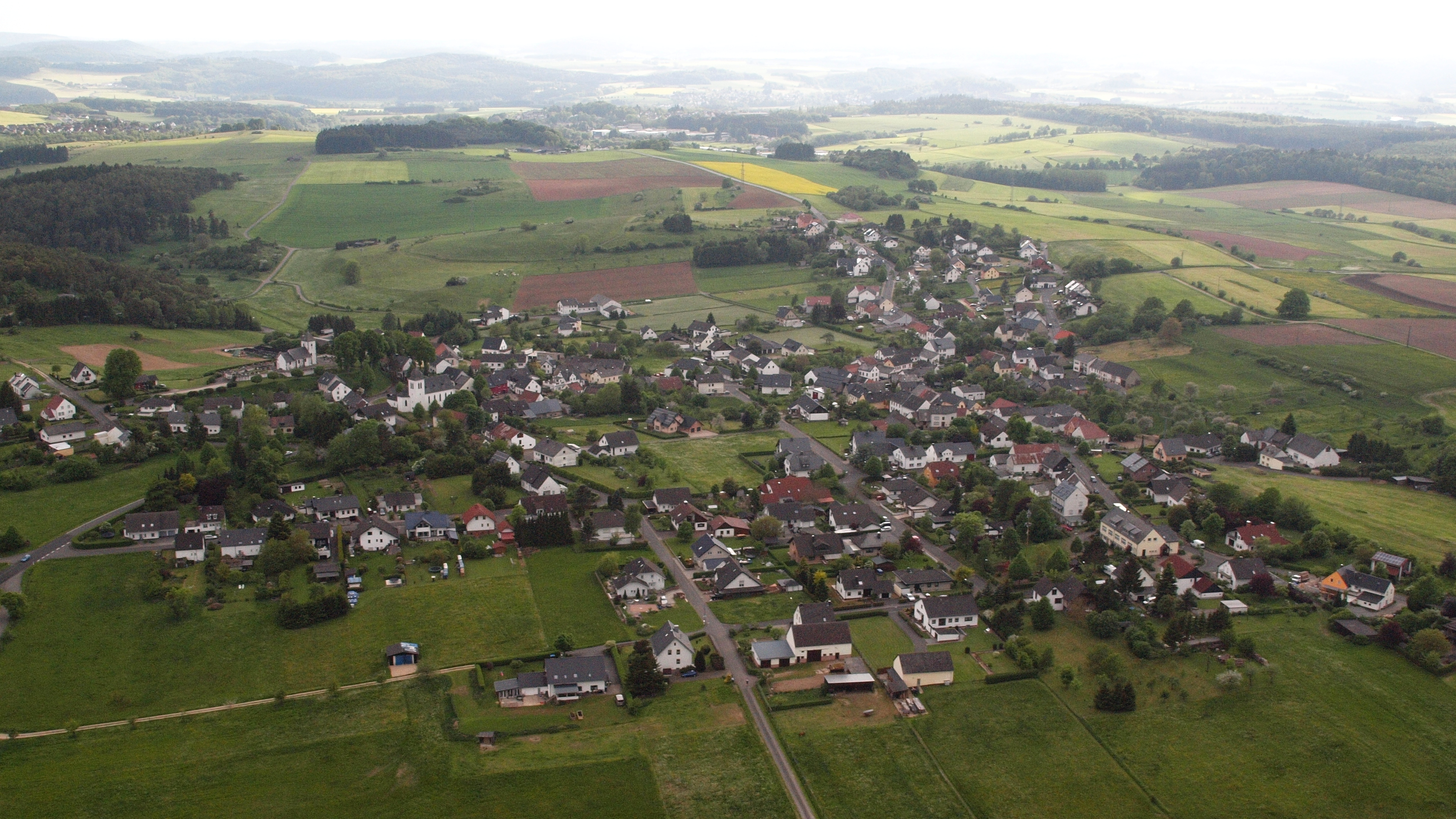
Berndorf (Eifel), Luftaufnahme (2015)

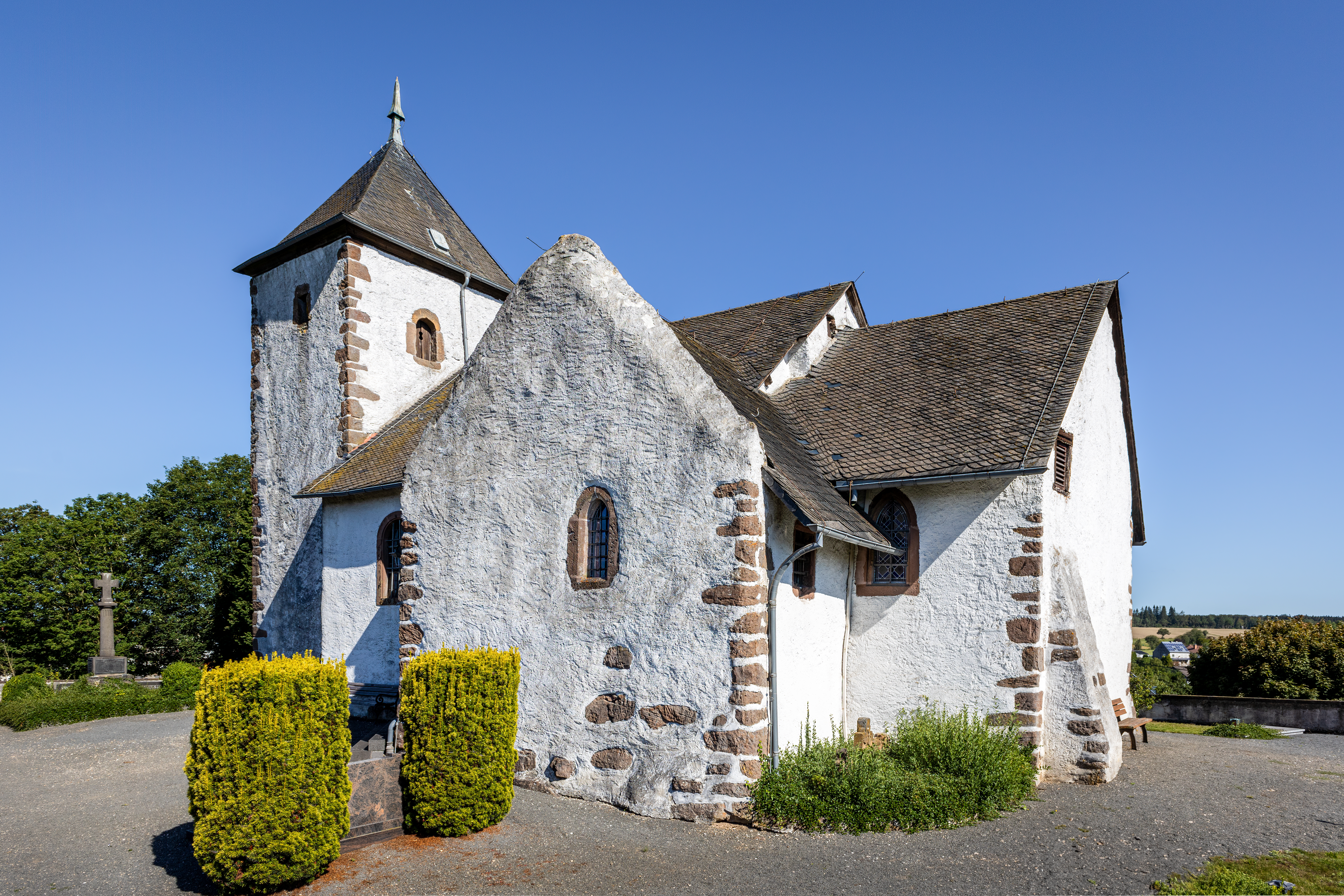
Wehrkirche

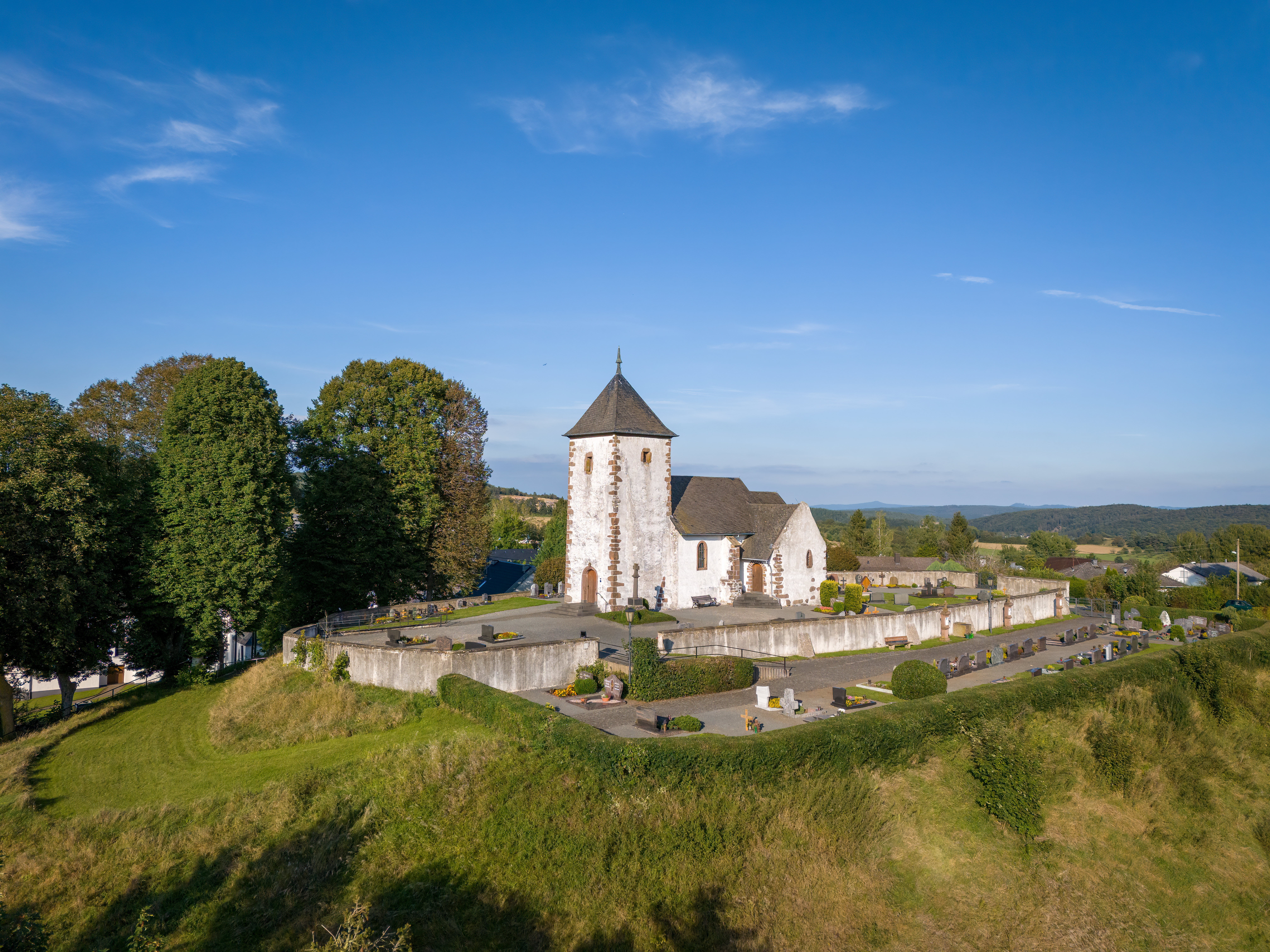
Berndorf (Eifel), Wehrkirche

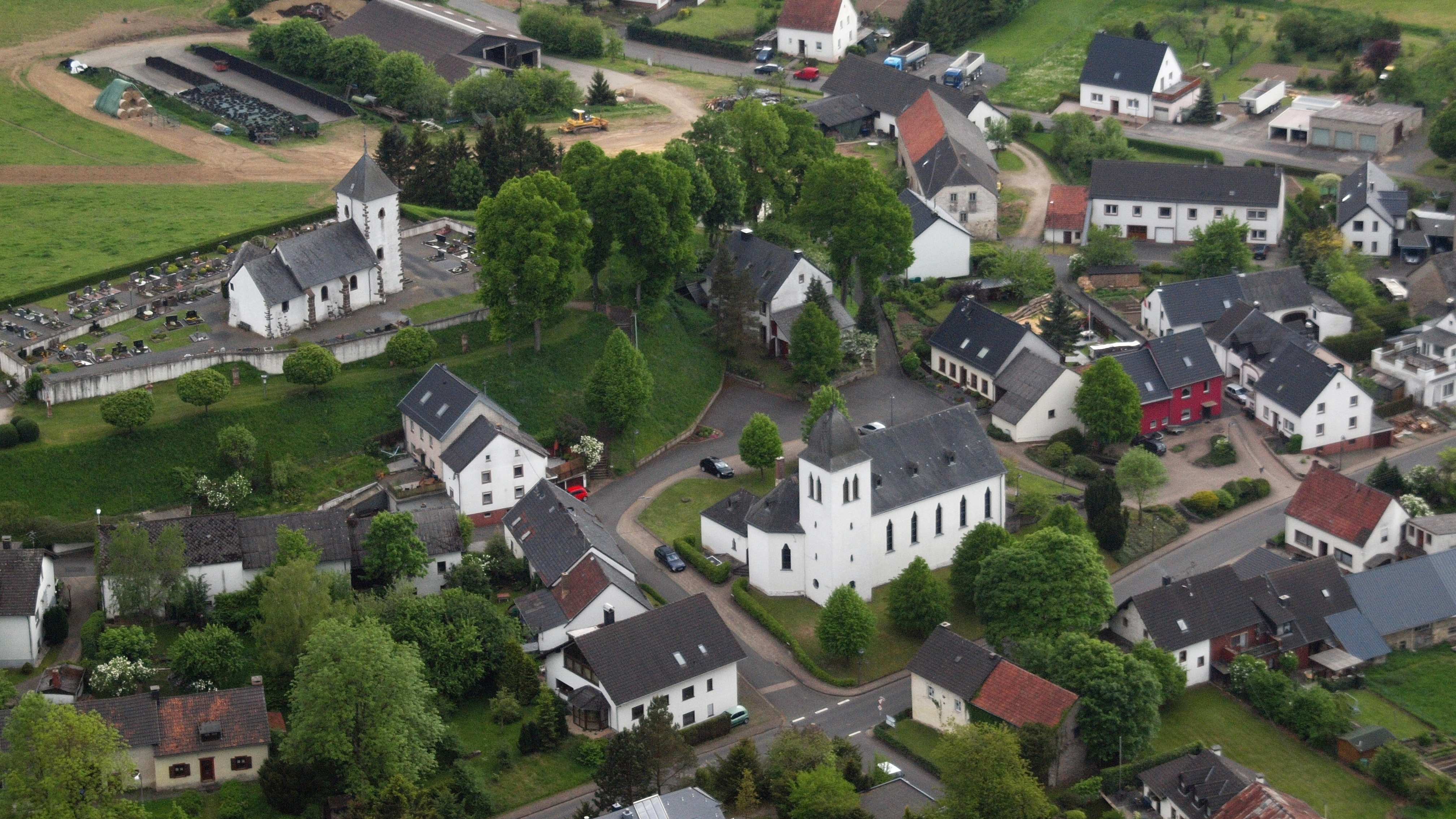
Berndorf (Eifel), Pfarrkirche St. Peter (Im Vordergrund)

Berndorf ist eine Ortsgemeinde im Landkreis Vulkaneifel in Rheinland-Pfalz. Sie gehört der Verbandsgemeinde Gerolstein an.

## Geographie
Berndorf liegt zwischen Hillesheim und Kerpen südwestlich von Kerpen im Naturpark Vulkaneifel. Zu Berndorf gehört auch der Wohnplatz Schwalbenhof.

## Geschichte
Der Ort wurde im Jahre 1121 erstmals urkundlich erwähnt als Graf Theoderich von Ahr das Kloster Steinfeld an den Kölner Erzbischof Friedrich I. abtrat. Die Besitzungen des Klosters, die Hälfte des Dorfes „Berendorp“ mit der Pfarrkirche und dem ganzen Zehnten, wurden von Papst Innozenz II. (1130–1143) sowie im Jahre 1187 vom Kölner Erzbischof Philipp I. von Heinsberg bestätigt. Nach dem Liber valoris gehörte die Pfarrei „Berindorp“ zum kölnische Eifeldekanat.
Seit 1352 gehörte Berndorf („Berendorf“) landesherrlich zum Kurfürstentum Trier und zum kurtrierischen Amt Hillesheim. Nach einer „eidlichen Kundschaft“ zweier Amtmänner zu Hillesheim aus dem Jahre 1379 übten auch die Markgrafen von Jülich ihre Rechte in „Berendorf“ aus.
Im Zusammenhang mit der Französischen Revolution kam die Region 1794 unter französische Verwaltung und gehörte von 1798 an zum Kanton Daun im Saardepartement.
Nachdem das Rheinland im Jahre 1815 aufgrund der Verträge des Wiener Kongresses an das Königreich Preußen gekommen war, gehörte Berndorf zur Bürgermeisterei Kerpen im 1816 neu geschaffenen Kreis Daun, seit 22. Juni 1822 zur preußischen Rheinprovinz und von 1871 bis 1918 zum Deutschen Kaiserreich.
Im Zuge der kommunalen Neuordnung von Rheinland-Pfalz kam der Ort 1968 zur Verbandsgemeinde Hillesheim und 2019 zur Verbandsgemeinde Gerolstein.
Bevölkerungsentwicklung
Die Entwicklung der Einwohnerzahl von Berndorf, die Werte von 1871 bis 1987 beruhen auf Volkszählungen:
| Jahr | Einwohner |
| ---- | --------- |
| 1815 | 269       |
| 1835 | 353       |
| 1871 | 370       |
| 1905 | 392       |
| 1939 | 424       |
| 1950 | 450       |

| Jahr | Einwohner |
| ---- | --------- |
| 1961 | 484       |
| 1970 | 486       |
| 1987 | 465       |
| 2005 | 535       |
| 2017 | 508       |
| 2023 | 507       |

## Politik

### Gemeinderat
Der Gemeinderat in Berndorf besteht aus zwölf Ratsmitgliedern, die bei der Kommunalwahl am 9. Juni 2024 in einer Mehrheitswahl gewählt wurden.

### Bürgermeister
Die Stelle des Ortsbürgermeisters ist vakant. Die Amtsgeschäfte werden durch den Ersten Beigeordneten Andreas Leif und den Zweiten Beigeordneten Christoph Heymann wahrgenommen.
Ein Ortsbürgermeister konnte 2019 nicht gewählt werden. Weder bei der Direktwahl am 26. Mai 2019 war ein Bewerber angetreten, noch konnte der Rat einen Kandidaten finden. Zur Direktwahl am 9. Juni 2024 gab es erneut keine Bewerbungen, und auch der neue Gemeinderat konnte keinen Kandidaten finden.
Der bisherige Bürgermeister Egon Klaes war 2019 nach 20 Jahren im Amt nicht erneut angetreten.

### Wappen
| Wappen von Berndorf | Blasonierung: „Gespaltener Schild, vorn ein rotes Kreuz auf silbernem Grund; hinten ein goldener Schlüssel mit abgewendetem Bart auf rotem Grund.“ |
| Wappen von Berndorf | Wappenbegründung: Das rote Kreuz auf silbernem Grund steht für die frühere Landesherrschaft von Kurtrier, in Berndorf, das zum kurtrierischen Amt Hillesheim gehörte. Der goldene Schlüssel auf rotem Grund ist das Attribut des Apostels Petrus und nimmt dadurch Bezug auf den Pfarrpatron des Ortes. Das Wappen wurde am 7. August 1961 vom Innenministerium Rheinland-Pfalz genehmigt. |

## Bauwerke
Das Ortsbild wird geprägt von der romanischen Wehrkirche. Die daneben erbaute Pfarrkirche St. Peter stammt aus dem Jahr 1927.
Siehe auch: Liste der Kulturdenkmäler in Berndorf

## Persönlichkeiten
- Anton Friedrich Josef Schütz (später auch Anton Schutz; * 19. April 1894 in Berndorf; † 6. Oktober 1977 in Scarsdale, New York), Künstler in New York, Vereinigte Staaten

## Sonstiges
Der Ort gab dem Schriftsteller Michael Preute die Inspiration für den Nachnamen seines Pseudonyms „Jacques Berndorf“.